# Eugène Boeglin
Mgr Eugène Boeglin est né le 19 mai 1854 à Hirsingue et mort le 13 janvier 1914 à Vienne, français et alsacien, prêtre catholique ordonné en 1877, camérier secret surnuméraire, protonotaire apostolique, traducteur, journaliste et chef de rédaction.

## Biographie

### Naissance, études et ordination sacerdotale
Né le 19 mai 1854 à Hirsingue, il est le fils de Jean-Baptiste Boeglin et Agathe Hubschwerlin.
Après des études au collège communal d'Altkirch et à Lachapelle-sous-Rougemont, puis au Grand Séminaire de Strasbourg, il devient prêtre catholique en 1877.

### Prêtre catholique

#### En Alsace
Il est nommé vicaire de la paroisse de Hégenheim en 1877, alors administrée par le curé Louis Nicolas.
Il crée en 1880 un cercle d'ouvriers qu'il dote d'une musique instrumentale.

#### A Rome
Il est appelé à Rome en 1882 par son compatriote alsacien Mgr Joseph Guthlin, alors canoniste attaché à l'Ambassade de France près le Saint-Siège, et camérier de sa sainteté. A Rome, il entre d'abord dans la rédaction du Journal de Rome, comme traducteur d'articles allemands, avant de devenir journaliste, puis supplée à Mgr Luigi Galimberti comme rédacteur en chef du Moniteur de Rome (qui remplaça le Journal de Rome abandonné par le Vatican) et enfin également nommé prélat de sa sainteté, en tant que camérier secret surnuméraire de Sa Sainteté le pape Léon XIII le 5 février 1887 (et protonotaire apostolique en 1894).
Sa prélature ne lui fut pas renouvelée par le pape Pie X.
Il est condamné par le tribunal correctionnel de Rome, en tant qu''ancien directeur du Nouveau Moniteur de Rome, à deux ans de prison et à 2 000 francs d'amende, mais finalement, il sera expulsé et son journal supprimé.

#### A Paris
Son courant de pensée ne fait pas l'unanimité à Rome, et on peut même lire dans un recueil des prélats français à Rome de 1906, qu'il en fut expulsé pour zèle suspect. Cette même publication affirmerait qu'en 1906 il vivrait discrètement à Paris. À la mort de Léon XIII, le pape Pie X ne l'aurait pas renouvelé dans sa prélature.

#### A Vienne
A la fin de sa vie, il se retire à Vienne, où il continue d'écrire un certain nombre de publications.

### Penseur politique et ecclésial

#### Sa pensée
Dans le contexte de la loi de séparation des Églises et de l'État de 1905 en France, le journal La Quinzaine du 1er novembre 1905, précise qu'il est le premier à préconiser les réunions d'évêques pour assurer dans le nouveau régime la vie de l'Eglise de France.
Le 23 mars 1907, dans La Vie catholique, où il est appelé "correspondant universel des journaux démocrates", sont rapportés ses propos : « l'Église est foncièrement démocratique; son enseignement, démocratique ; son organisation, démocratique ».

#### Ses pseudonymes
Il publie sous différents pseudonymes tels que Saint-Méran, Richeville, Lucens, Tiber, Innominato, etc.

## Œuvres

### Livres
- Le crépuscule du luthéranisme, Ed. Bloud et Cie, 1907, Paris, 63 p. [5]
- Le benjamin de Vienne ou l'Apôtre des hommes, Ed. Bloud, 1909
- Une capitale sociale chrétienne : Vienne, Ed. Perrin, 1910, Paris, XII-300 p.

### Articles et conférences
- La troisième étape de la séparation, La Quinzaine, 13 avril 1904
- Le Concordat et la renaissance catholique, 1er janvier 1905
- Une assemblée de l’Épiscopat allemand, Revue du clergé français, 1er décembre 1905[6]
- Les vocations sacerdotales, Bulletin de la semaine, 9 décembre 1908
- Génie particulier de la Ville de Vienne, Conférence à l'alliance française de Vienne, 15 mars 1910